# Poltyini
Poltyini è una tribù appartenente alla famiglia Araneidae dell'ordine Araneae della classe Arachnida.
Il nome deriva, forse, dal greco Πολτύς, Poltys, Polti, re della Tracia; in aggiunta il suffisso -ini che designa l'appartenenza ad una tribù.

## Tassonomia
Al 2014, si compone di sei generi:
- Cyphalonotus SIMON, 1895
- Ideocaira SIMON, 1903
- Kaira O.P.-CAMBRIDGE 1889
- Micropoltys KULCZYNSKI, 1911
- Poltys C.L.KOCH, 1843
- Pycnacantha BLACKWALL, 1865

### Generi trasferiti
- Homalopoltys SIMON, 1895 - posto in sinonimia con Dolichognatha, genere appartenente alla famiglia Tetragnathidae e ivi inglobato nel 2008.